# Ahsan Ullah
Ahsan Ullah là một cầu thủ bóng đá người Pakistan hiện tại thi đấu cho KRL F.C. ở Giải bóng đá ngoại hạng Pakistan. Anh có màn ra mắt cho Đội tuyển bóng đá quốc gia Pakistan năm 2013.